# Callengeville
Callengeville település Franciaországban, Seine-Maritime megyében. Lakosainak száma 501 fő (2022. január 1.). Callengeville Clais, Fallencourt, Fesques, Foucarmont, Preuseville, Smermesnil, Vatierville és Villers-sous-Foucarmont községekkel határos.

## Népesség
A település népességének változása:
| Lakosok száma | 522  | 519  | 520  | 511  | 510  | 509  | 504  | 502  | 501  |
|               | 2013 | 2015 | 2016 | 2017 | 2018 | 2019 | 2020 | 2021 | 2022 |